# Блек Бјут Ранч (Орегон)
Блек Бјут Ранч (енгл. Black Butte Ranch) насељено је место без административног статуса у америчкој савезној држави Орегон.

## Демографија
По попису из 2010. године број становника је 366.
| Група             | 2000.    | 2010.       |
| Белци             | 0 (0,0%) | 352 (96,2%) |
| Афроамериканци    | 0 (0,0%) | 1 (0,3%)    |
| Азијати           | 0 (0,0%) | 3 (0,8%)    |
| Хиспаноамериканци | 0 (0,0%) | 6 (1,6%)    |
| Укупно            | 0        | 366         |